# The Fat Duck

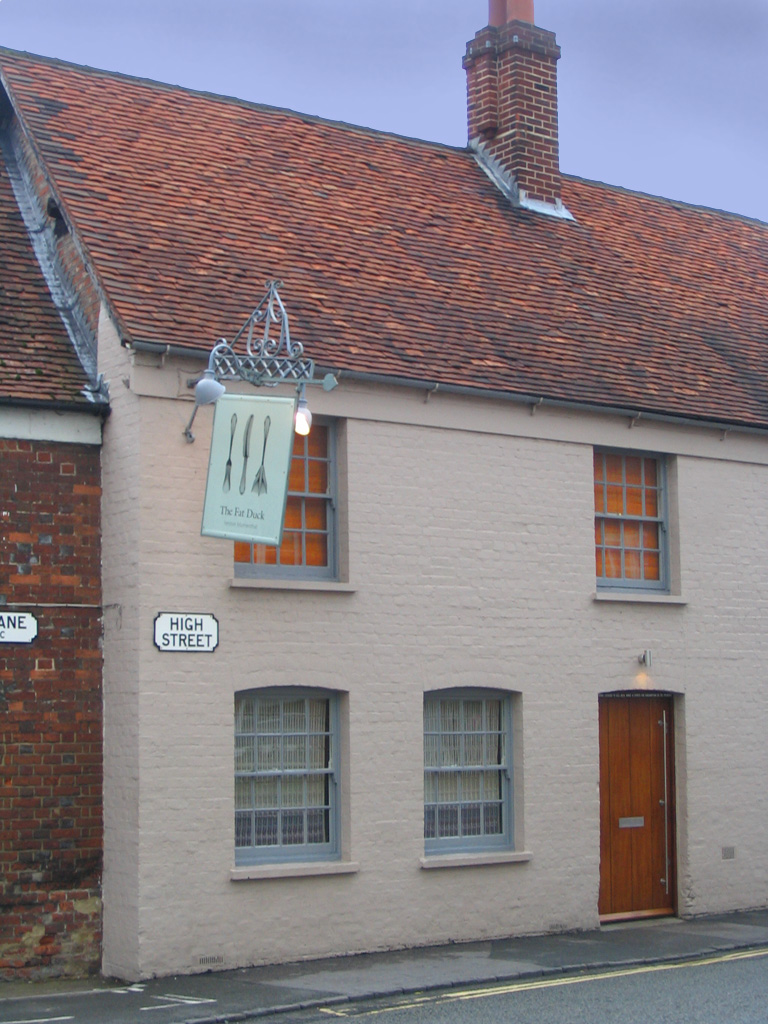
Exteriör på The Fat Duck.

The Fat Duck är en restaurang med tre stjärnor i Michelinguiden. Restaurangen drivs av kocken Heston Blumenthal i byn Bray i Berkshire, England, och år 2005 blev den utnämnd till världens bästa restaurang av tidningen Restaurant, efter att legat nära toppen året innan. År 2006, 2007 och 2008 blev den utnämnd till världens näst bästa restaurang. 2009 och 2010 var restaurangen trea på världslistan. 2011 blev den femma. 
Blumenthals matlagningsfilosofi brukar kallas för molekylär gastronomi där kvaliteten på kokkonsten anses kunna förbättras väsentligt om de fysiska och kemiska processerna i matlagningen är klarlagda.
Medlem i Les Grandes Tables du Monde.